# Asociación antimasónica de Francia
La Asociación antimasónica de Francia (en francés "Association antimaçonnique de France") fue una asociación antimasónica francesa que reemplazo en 1904 el "Comité Antimaçonnique de Paris" fundado por J. de Villemont en 1897. La asociación publicaba la revista "la Franc-maçonnerie démasquée", así como repertorios con más de 30.000 nombres de masones.